# Jesús Rafael Soto
Jesús Rafael Soto (Ciudad Bolívar, Estado Bolívar, Venezuela, 5 de junio de 1923-París, Francia, 14 de enero de 2005) fue un artista venezolano y uno de los máximos exponentes del arte cinético. Es junto a Carlos Cruz Diez y Alejandro Otero uno de los grandes representantes del cinetismo en Venezuela.
De familia pobre y humilde, se marcha de las remotas tierras del Río Orinoco para iniciar su trayectoria artística en Caracas. En 1950 se muda a París, donde junto a Los Disidentes emprende la búsqueda del movimiento, que lo lleva a desafiar las posibilidades perceptivas del ojo humano. En 1955 presenta junto a Alexander Calder, Marcel Duchamp, Victor Vasarely, Jean Tinguely, Yaacov Agam y Pol Bury la exhibición Le Mouvement en la galería Denise René, marcando el punto de partida del arte cinético.
En la década de 1970 logra su magnum opus con sus famosos "Penetrables" donde involucra y sumerge al espectador en una experiencia viva. En 1973, Soto y el arquitecto Carlos Raúl Villanueva crean en su ciudad natal el Museo de Arte Moderno Jesús Soto, lugar al que el artista dona 700 obras suyas y la de 130 artistas internacionales como Kazimir Malévich o Piet Mondrian. 
Autor de monumentales instalaciones, se destacan las de los Juegos Olímpicos de Seúl 1988, la Exposición Universal de Montreal de 1967, el diseño de la Torre BBVA o la Esfera Caracas (ícono cultural de Caracas). En 1968 el gobierno francés lo distingue con la Orden de las Artes y las Letras y en 1990 la Unesco le otorga la Medalla Picasso por considerar que su obra ha servido para acercar a los países del mundo.
Presentó más de 180 exposiciones individuales y su obra ha sido expuesta en grandes centros como el MoMA, el Museo Solomon R.Guggenheim, el Centro Georges Pompidou o el Museo de Arte Contemporáneo de Caracas. Falleció en París a los 81 años.

## Biografía

### Primeros años 1923-1942
Jesús Soto fue el primer hijo de Emma Soto y del violinista Luis García Parra. Nació el 5 de julio de 1923 en una pequeña casa de Ciudad Bolívar en el barrio Santa Ana. Su padre era músico de profesión y su madre, originaria de Soledad (Estado Anzóategui) era ama de casa. 
En casa de los Soto vivían muchas personas: los padres, la abuela, las tías de su madre y los 4 hermanos pequeños de Soto. Debido a esto la familia compró una hacienda a treinta kilómetros del poblado de Soledad. En 1929 comienza a estudiar primaria, donde es alumno del abuelo del poeta Luis García Morales. Por aquellos años se encargaba de llevar las encomiendas familiares desde Ciudad Bolívar a Soledad montado en su burro "Comino" a quien tenía mucho aprecio y en sus ratos libres jugar a la ronda y nadar por el río Orinoco.
Desde los cinco años comienza a dibujar y sus primeros colores se los consiguió su abuela en la casa de una familia adinerada; al ser su familia muy pobre no tenían dinero para comprarlos y solo se conseguían en la capital. Para 1933 sus padres se separan y su tío (hermano de su madre) lo forma a base de actitudes violentas y rigurosas de las que el pintor recordará toda su vida.

«Era la época en que a los muchachos les pegaban por cualquier cosa, con una regla o con un madero. La formación de un niño era con esos tipos de castigos, eso era lo que iba a darle la personalidad, para ser un hombre. Lloraba mucho porque tenía pavor a esas actitudes, pero el día en que me alargaron los pantalones, más nunca me tocaron. Tenía quince años y desde entonces me trataron como se debía, podía llegar tarde, podía beber y podía fumar».
Entrevista realizada por Enrique Hernández y publicada en el Diario de Caracas en 1993

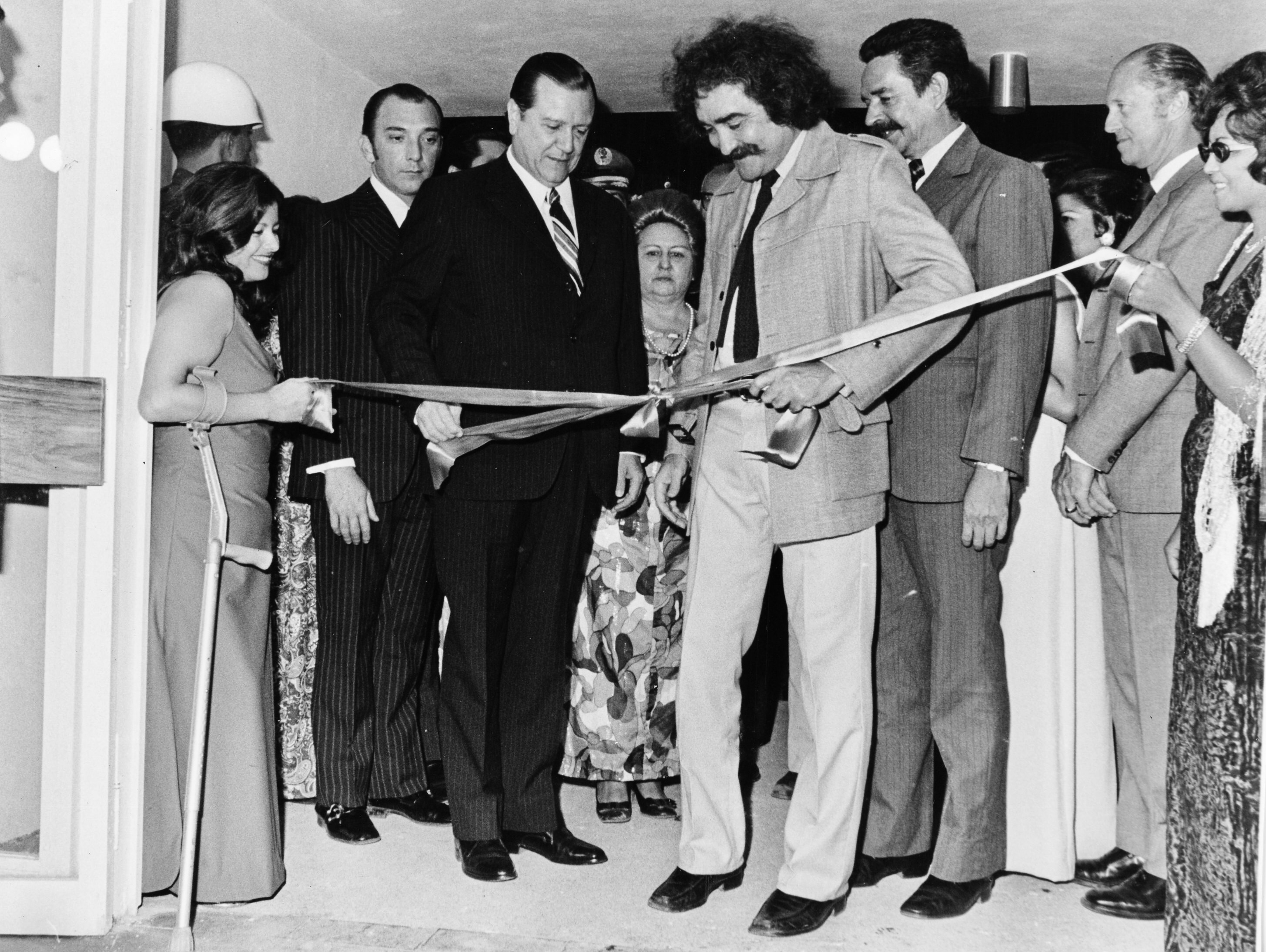
Inauguración del Museo Jesús Soto de Ciudad Bolívar, el 25 de agosto de 1973.

En 1934 su madre lo inscribe en el instituto "El Colegión" ubicado cerca de la Casa del Congreso, allí cursa primer grado como un alumno de buenas notas pero termina suspendiendo los exámenes de fin de año debido a las matemáticas. Después de aquello abandona los estudios y viajaba por órdenes de su tío a Maracaibo durante un año. En abril de 1935 decide regresar a Ciudad Bolívar donde logra obtener por un examen su título de graduado con altas calificaciones sin haber aprobado primer año y sin cursar el segundo.
Ese mismo año aprende a tocar la guitarra y comienza a copiar reproducciones de cuadros que encontraba en revistas, libros y almanaques. En 1936 comienza a estudiar en el Instituto Aristiguieta donde termina sus estudios académicos tiempo después.

Cuando llegué con éxito de París, mi mamá sintió que yo había escogido bien y que me había salvado de la vorágine de Ciudad Bolívar. Sin embargo, cuando le dije que iba a estudiar pintura, la pobre se puso de todos los colores.
Entrevista realizada por Henrique Hernández de Jesús (1993)

A los 16 años trabaja como pintor de afiches para marquesinas de películas en un cine de Ciudad Bolívar. En 1940 entra en contacto con un grupo de estudiantes surrealistas que publicaban en la prensa local, quienes lo animaron a emprender la carrera de artista.

### La época académica en Caracas 1942-1950
En 1942 obtiene una beca otorgada por el Estado Bolívar para estudiar en la Escuela de Artes Plásticas y Aplicadas, a la que ingresa en septiembre de ese año y donde sigue los cursos de arte puro y los de historia del arte. Es discípulo de Antonio Edmundo Monsanto (quien obtuvo revistas y libros extranjeros para la escuela, así como reproducciones y grabados de arte moderno, que fueron la principal fuente de información de los estudiantes). 
Entre sus compañeros conoce a Carlos Cruz Diez, Alejandro Otero y a Pascual Navarro. En esta primera época, su pintura estuvo influenciada por Paul Cézanne, a quien estudia a partir de reproducciones. Sus paisajes y naturalezas muertas muestran su inclinación hacia el cubismo, interesándose por lo constructivo y apreciando el paisaje venezolano en grandes planos.

"Al entrar, hubo algo que me maravilló: una naturaleza muerta de Braque que se encontraba montada sobre un caballete a la puerta de la escuela. En ese momento sentí el mismo interés que cuando me hablaron sobre poesía surrealista en Ciudad Bolívar. Mi preocupación entró directamente dentro de ese campo y todo comenzó a girar sobre ese centro: ¿por qué aquello era una obra de arte? Lo primero que hice fue hablar con Alejandro Otero por ser uno de los alumnos más brillantes de la escuela y dado que era de mi propia tierra, me aconsejó que tomara el tiempo necesario para ambientarme con la nueva pintura diciéndome que aquello era muy difícil y que lo iría aprendiendo poco a poco. Desde luego que no quedé satisfecho, y seguí investigando e informándome como pude".
Anécdota

En 1943 su tío fallece y es avisado para que fuera a ocuparse de su familia que se ve obligada a vender la hacienda. Su profesor Antonio Edmundo Montsanto escribe una carta donde considera que sería "muy lamentable que un muchacho, apenas comenzando sus estudios, tenga que abandonarlos". Finalmente la esposa de su tío se encarga de los hermanos y gracias a ello, Soto regresa a Caracas al mes siguiente.

### Mudanza a París y Los Disidentes 1950-1955

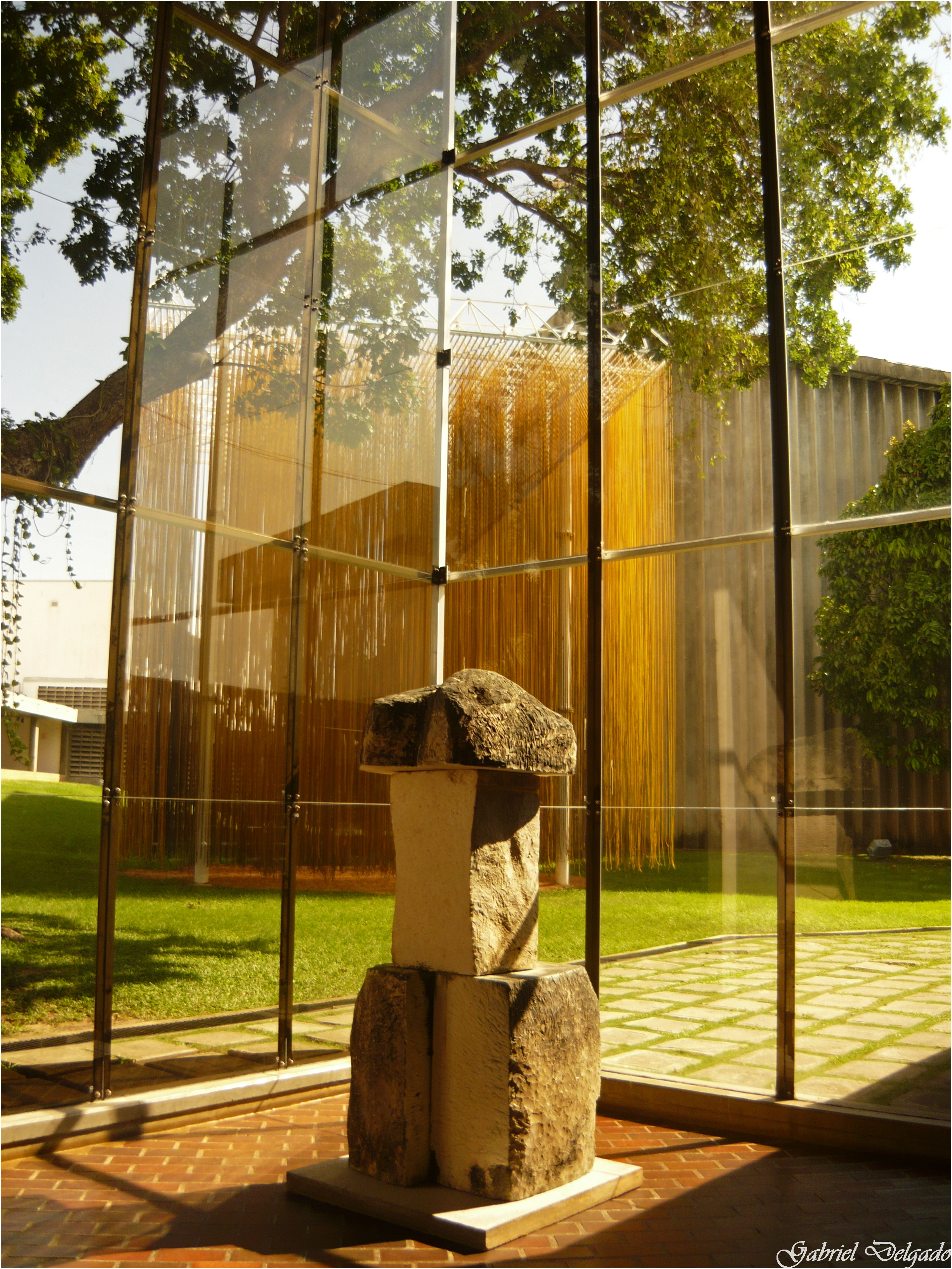
Museo Jesús Soto.

En el París de la década de los años 50, no se hablaba de geometría ni de constructivismo ni de abstracción geométrica. En esa época interesaba la abstracción lírica o la pintura gestual. En una encuesta que se realizó en el mes de junio de 1950 sobre: ¿Cuál era el pintor más importante para los jóvenes artistas? La mayoría manifestó el interés por Kandinski y Klee. Tenían gran repercusión las pinturas y el libro de Kandinsky De lo espiritual en el Arte (1912), así como las enseñanzas y las obras de Paul Klee.
Igualmente, el reciente lanzamiento del joven pintor Bernard Buffet, de 22 años, era de una gran actualidad; Buffet era un artista figurativo de bodegones y de figuras alargadas y esqueléticas que reflejaban imágenes de la posguerra. Artista lanzado al mundo del arte por un hábil marchante de cuadros para hacerle frente a la abstracción lírica y gestual. Era el artista que todas las galerías deseaban exponer. El crítico de arte Michel Tapié publicó el libro Art autre (Arte Otro). El Arte Informal y gestual dominaba la escena artística parisina, siendo una de sus estrellas el francés Georges Mathieu. 
En Rusia la vanguardia artística de comienzos de siglos veinte y el Manifiesto Realista de Naum Gabo y de Pevsner, donde se empleó por primera vez la palabra cinética, se comentaba poco. Había un gran vacío, muchos artistas habían emigrado a los Estados Unidos, sobre todo a la ciudad de Nueva York. En la década de 1920, Marcel Duchamp realizó los Ready- mades y obras con movimientos. Piet Mondrian, quien vivía en esta ciudad desde 1940, continuaba en sus búsquedas, muere en 1944. Europa tenía muy reciente el recuerdo de la guerra, y sobre todo el holocausto. Muchos artistas querían hacer una pintura libre y que se alejara de la figuración: Obras de gestos, manchas y texturas.
Los conceptos de la Bauhaus, el Stijl, la obra de Kasimir Malévich, Mondrian, y el arte geométrico, a los artistas en su mayoría no les interesaba, a pesar de las experiencias del Grupo y de la revista Círculo y Cuadrado(1930) de Abstraction-Création (1931) donde habían estado el uruguayo Joaquín Torres García, Kandinsky, Pevsner y muchos otros. Los pintores Victor Vasarely y Augusto Herbin hacían sus experiencias en el arte geométrico. La Galería Denise René inaugurada en 1944, mostraba las primeras obras de Vasarely y de otros artistas abstractos geométricos, o la Academia de arte abstracto donde los pintores Dewasne y Pillet (década de los 50) enseñaban nuevas búsquedas y la utilización de modernos materiales, como la formica y el plexiglás. El Grupo Madi formado por latinoamericanos como el uruguayo Carmelo Arden Quin, el argentino Gyula Kosice -quien lo bautizó- y el venezolano Luis Guevara Moreno y otros, habían roto con el formato rectangular o cuadrado, y donde había obras transformables y formas abstractas geométricas.
Los Disidentes, a finales de la década de 1940, y más tarde Soto, van a estudiar las obras y planteamientos de Piet Mondrian, De Stijl, La Bauhaus, Malevich, Molí-Nagy, Gabo y Pevsner.
En París, el grupo «Los Disidentes» con planteamientos abstractos geométricos, formado por los artistas: Alejandro Otero, Mateo Manaure, Pascual Navarro, Luis Guevara Moreno, Perán Erminy, Rubén Núñez, Aimée Battistini y otros. Ellos habían tomado una posición crítica hacia el arte figurativo que se realizaba en ese momento en Venezuela. Su no rotundo a la pintura tradicional, no a la Escuela de Artes Plásticas, no a los falsos salones de Arte Oficial(...) Este grupo optó por la tendencia de la abstracción geométrica. Algunos habían regresado a Venezuela, y se dedicaron a trabajar en la integración del arte en la Ciudad Universitaria y en otros edificios públicos.

### Origen del Arte Cinético 1955-1970

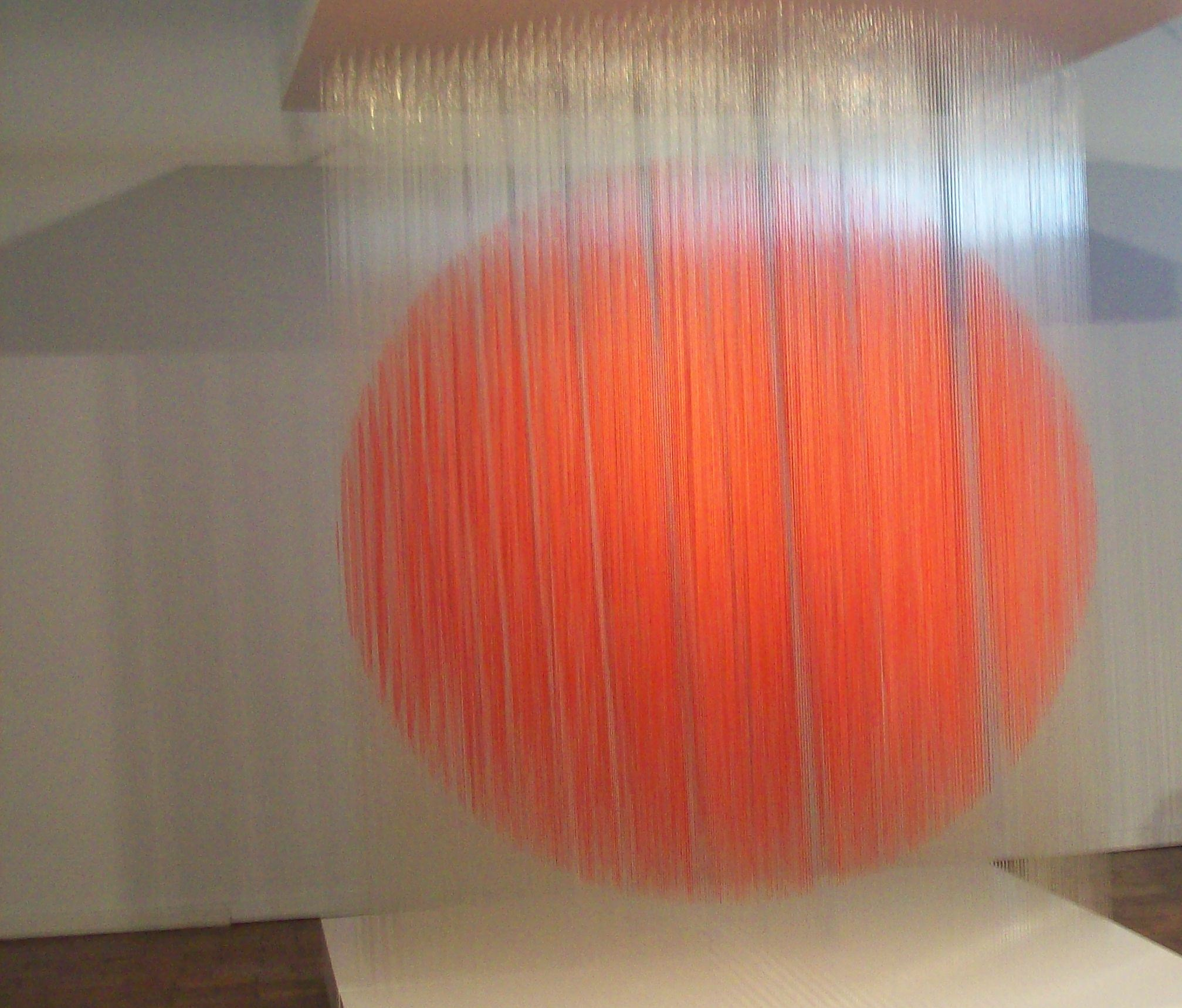
Esfera Japón.

En esa atmósfera llega a París Jesús Rafael Soto, pero él, así como muchos otros artistas venezolanos tenían frescas en sus memorias las enseñanzas de Antonio Edmundo Monsanto (1890-1948) quien, había sido director de la Escuela de Artes de Caracas. Él los había sensibilizado con los planteamientos de Paul Cézanne, que todo «se reduce al cubo, al cono y al cilindro» Conocían las obras de Mondrian, Picasso, Braque y el cubismo por litografías. El maestro Soto se decepciona de lo que se estaba haciendo en París y aprovecha que un amigo va con su carro para Ámsterdam y parte al encuentro de las obras de Van Gogh y de Mondrian.

### Últimos años y muerte 2000-2005
Las interrogantes de ese joven artista de 27 años, aún con el fresco recuerdo de Maracaibo y, con una obra con influencias Cezaniana. Soto va a comenzar a trabajar a partir de Mondrian, Malévich y a reunirse con artistas como Tinguely, Calder, Vasarely. Estos creadores tenían un gran interés por el movimiento real o virtual. Los artistas empleaban materiales extra-pictóricos, como plásticos, metal, alambres, motores, etc. Al comienzo del siglo XX, los constructivistas rusos y en especial Vladímir Tatlin y Naum Gabo, Moholy-Nagy, Antoine Pevsner, habían utilizado estos materiales en sus creaciones plásticas.

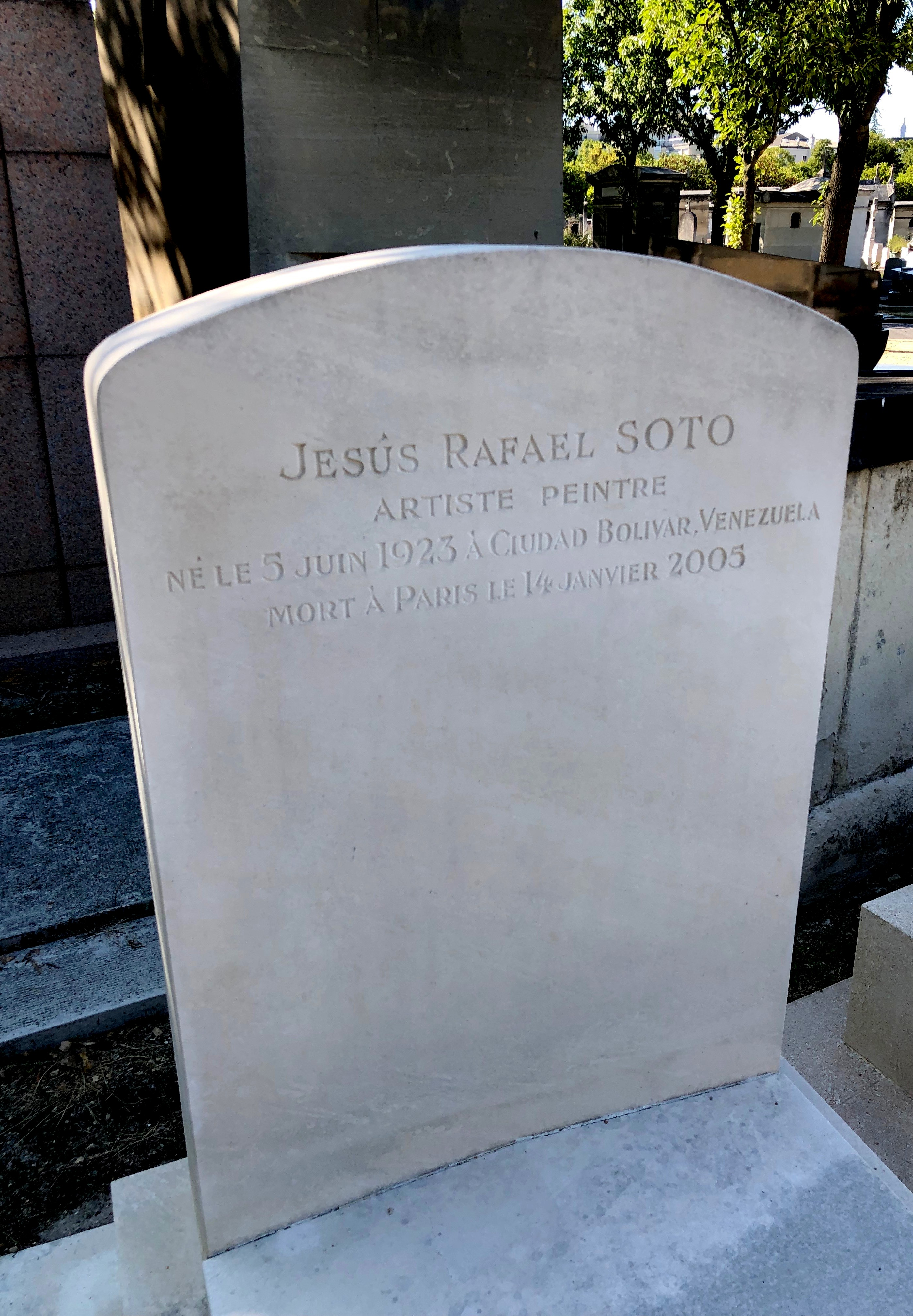
Tumba de Jesús Soto en la segunda división del parisino Cementerio de Montparnasse.

Todavía en la década de los 60 ciertos artistas latinoamericanos decían: «Soto lo que hace es: rayitas». Él calladamente, como un monje Zen, inmutable, concentrado en sus búsquedas, estudiando y planteándose ideas nuevas, buscando nuevas salidas a sus planteamientos plásticos. Tocando guitarra, para vivir y poder hacer su obra y dando a conocer la música venezolana y de otros países de América del Sur.
El efecto Muaré siempre había estado en la naturaleza; él observó como se producía en su obra, esto va a ser un descubrimiento para el maestro Soto. Lo que él llamó «visión del movimiento»; ahí, probando sobre dos superficies una de madera rayada y otra rayada en una superficie de plexiglás, o con tres de plexiglás, acercándola y alejándolas, colocándolas a 6-10-15-20 o más centímetros observó como se movían por desplazamiento del espectador. Pronto las líneas se movieron y así nacen muchas obras entre ellas «Espiral» o «La cajita para Villanueva» y más tarde «Los penetrables» y un sinnúmero de obras, de diferente formatos y colores.
Jesús Soto, falleció a los 81 años de edad, en su residencia en París, el 14 de enero de 2005. Había decidido que su tumba estaría en el cementerio Montparnasse, lejos de los caudalosos ríos que lo vieron nacer y que le dieron su carácter de artista, y donde aprendió los primeros acordes de guitarra, su fiel compañera en los bulevares parisinos, donde se ganó la vida como payador y dejó su recuerdo inextinguible, un símbolo de lo lejos que llegó.

## Obra

### Pre-Penetrables 1957 - 1965
A finales de la década de 1950, Soto comenzó a hacer esculturas en las que se imaginó que el espectador podría entrar. Estas obras, sin embargo, no eran completamente accesibles, lo que lo llevó a titularlas como Pre-Penetrables. Para 1966, había creado para la Bienal de Venecia, una instalación de varillas que "envolvería al espectador ".

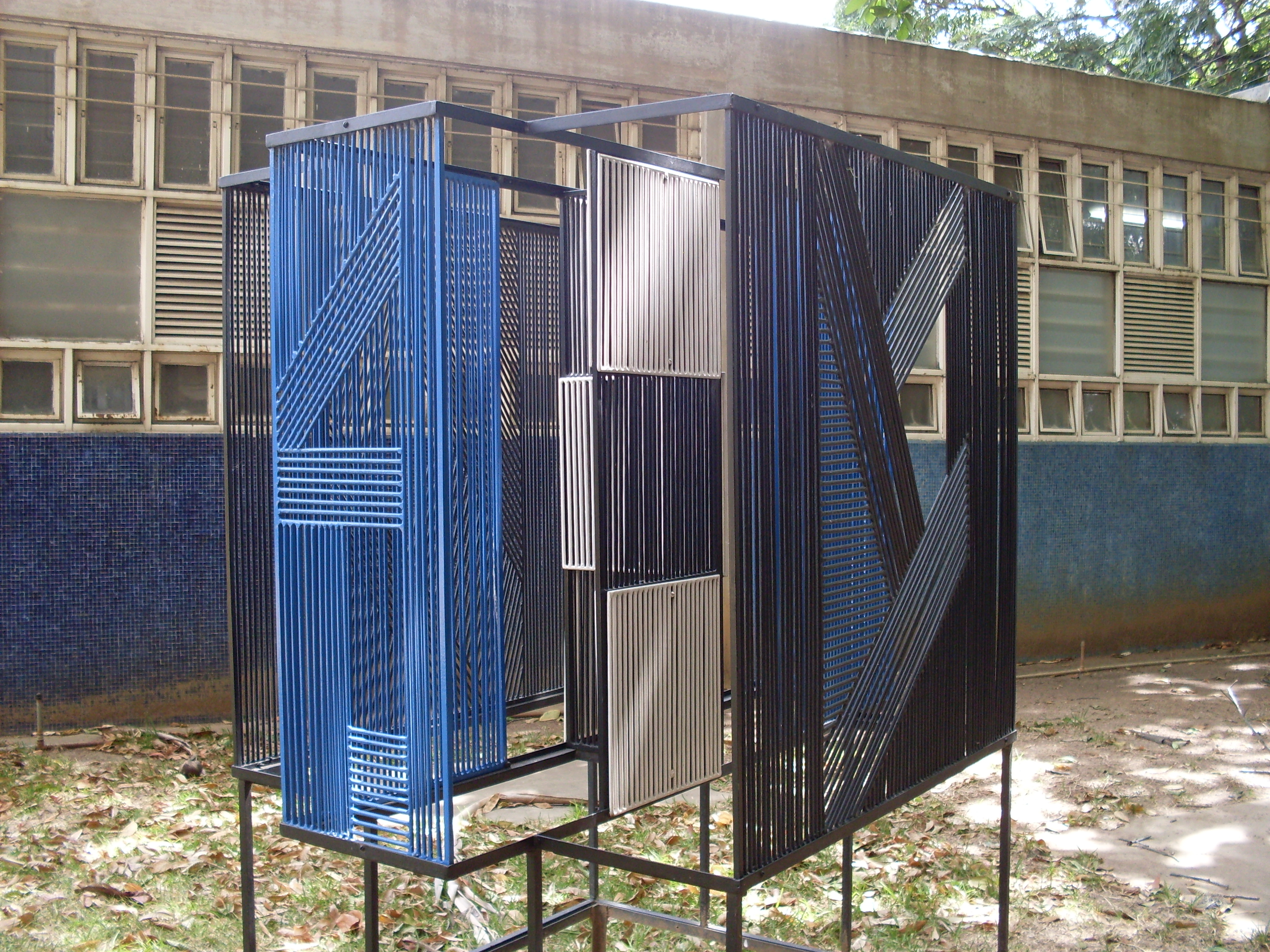
Pre-Penetrable (1957) Universidad Central de Venezuela

### Penetrables 1969 - 2005
Soto realizó entre 20 y 25 penetrables en toda su carrera. En 1967 presenta en la Galería Denise René, "Muro Panorámico Vibrante" que es la primera versión de un penetrable integrado en un muro. En 1969 crea su primer penetrable verdadero. 

### Obras Monumentales 1970 - 2000

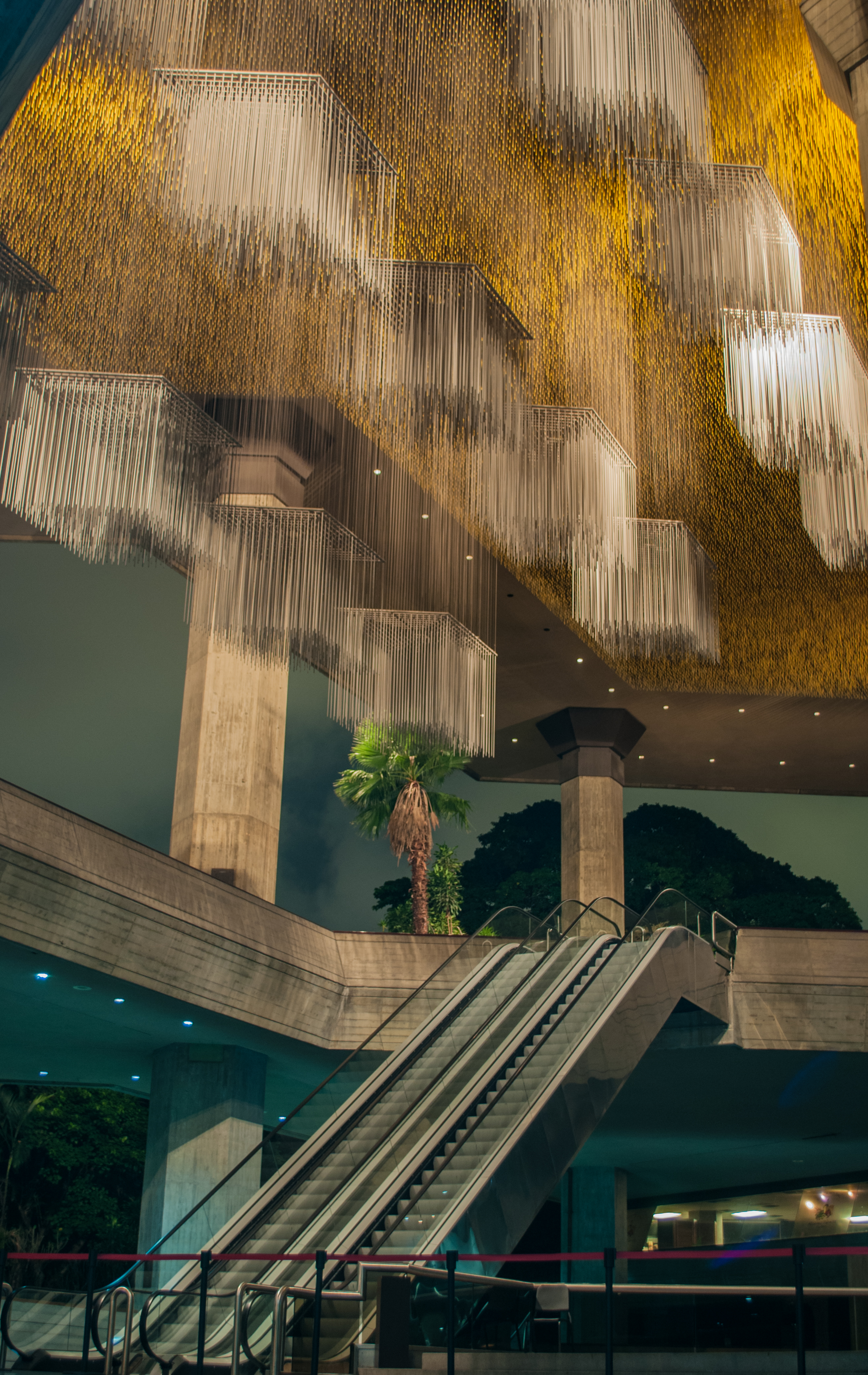
Techo del Foyer Teatro Teresa Carreño